# Gölhisar
Gölhisar és una vila i un districte de la província de Burdur a la Regió de la Mediterrània de Turquia.

## Història
Cibira Magna (llatí Cybira Magna) fou una ciutat capital del districte de Cibiratis.
Fou poblada suposadament pels descendents dels lidis, segons Estrabó, dels que va passar als cabalis i als psidis i la ciutat es va canviar de lloc ocupant un territori entre Psídia, Lícia i Perea (a la Cària) i les ciutats de Bubon, Balbura i Oenanda es van federar a la ciutat i llavors el territori fou anomenat Tetràpolis amb un vot per a cada ciutat i dos per a Cibira.
Fou governada sempre per tirans, però en general moderats. El darrer tirà Moàgetes, fill de Pàncratos, fou enderrocat per L. Licinius Murena el 84 aC i Cibira (amb 25 ciutats) fou incorporada a Frígia i la resta del territori a Lícia i fou cap d'un convent jurídic. Durant el domini romà es va dir Cesarea Cibira. Posteriorment va rebre el nom de Horzoom (Horzum).
Té força ruïnes antigues, inclosos el teatre, alguns temples, l'estadi, un arc triomfal i altres edificis, però no hi queden muralles.